# Пајн Маунтин (Џорџија)
Пајн Маунтин (Џорџија) (енгл. Pine Mountain) град је у америчкој савезној држави Џорџија. По попису становништва из 2010. у њему је живело 1.304 становника.

## Демографија
Према попису становништва из 2010. у граду је живело 1.304 становника, што је 163 (14,3%) становника више него 2000. године.
| Група             | 2000.       | 2010.       |
| Белци             | 624 (54,7%) | 777 (59,6%) |
| Афроамериканци    | 472 (41,4%) | 453 (34,7%) |
| Азијати           | 1 (0,1%)    | 11 (0,8%)   |
| Хиспаноамериканци | 17 (1,5%)   | 39 (3,0%)   |
| Укупно            | 1.141       | 1.304       |